# Hjärtholmen

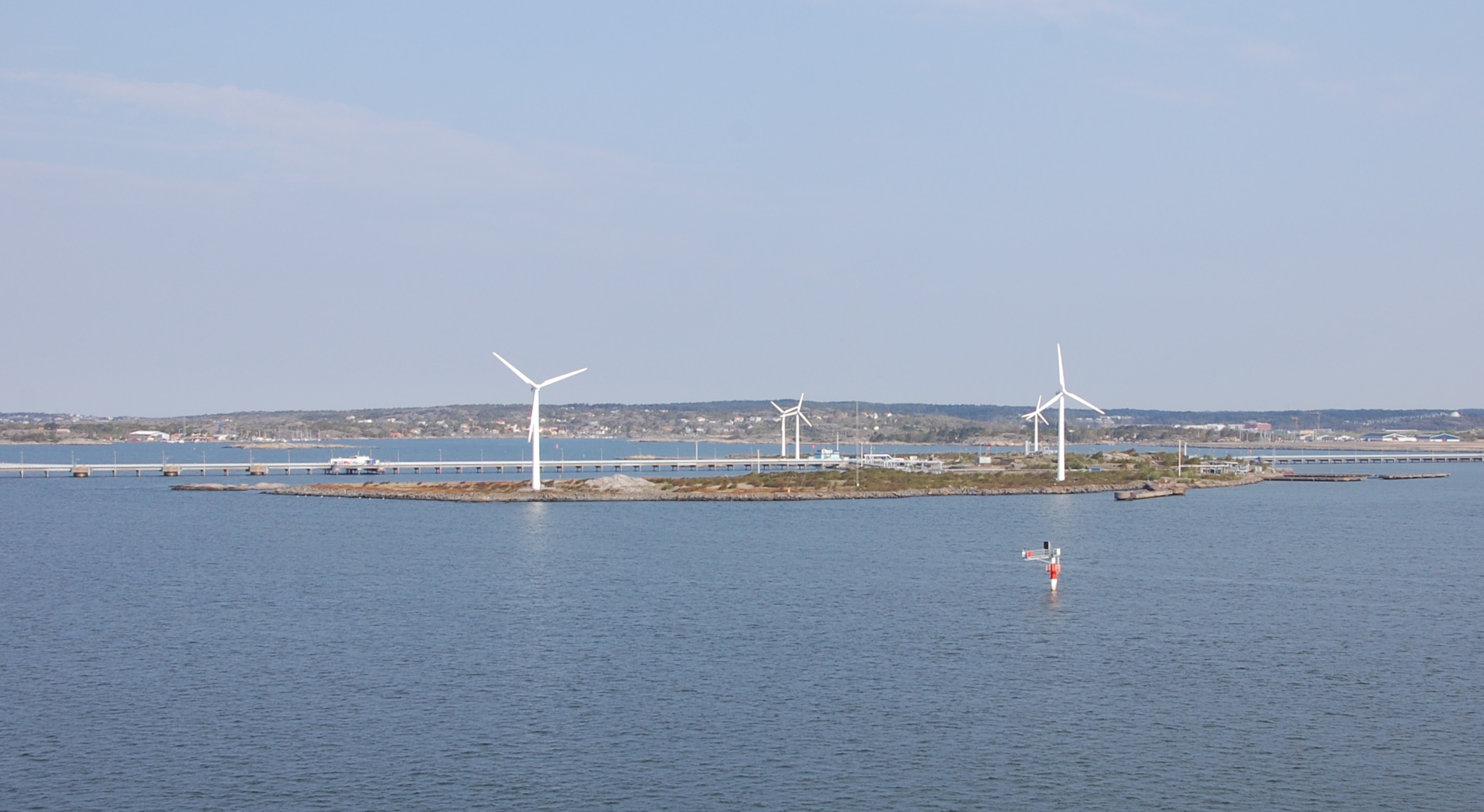
Hjärtholmen, Blick von Südosten

Hjärtholmen ist eine zu Schweden gehörende Insel im Kattegat.
Sie liegt im Göteborger Schärengarten westlich von Göteborg in der Provinz Västra Götalands län nördlich der Einfahrt zum Göteborger Hafen und gehört zur Gemeinde Göteborg. Östlich liegt Risholmen. An der Südspitze Hjärtholmens befindet sich die kleine Inselgruppe Gryteskären. Die Insel erstreckt sich in Nord-Süd-Richtung etwa 900 Meter, in Ost-West-Richtung beträgt die Ausdehnungen ungefähr 200 Meter.
Hjärtholmen wird industriell genutzt und dient als Ölterminal. Von Nordosten nach Südwesten quert eine Ölpipeline die Insel. Darüber hinaus befinden sich auf der Insel fünf Windkraftanlagen mit einer Gesamtleistung von zwei Megawatt.
Südlich von Hjärtholmen führen die Fährrouten Göteborg–Kiel und Göteborg–Frederikshavn vorbei.